# Football Club Drita
O Football Club Drita mais conhecido somente como Drita é um clube de futebol sediado em Gjilan, Kosovo. A equipe disputa o Campeonato Kosovar, que é equivalente a primeira divisão nacional.
Tornou-se a primeira equipe da história do Kosovo a vencer uma partida da Liga dos Campeões da Europa, ao vencer o Santa Coloma de Andorra por 2 a 0 na prorrogação pela Semifinal da Fase Preliminar da Liga dos Campeões da UEFA de 2018–19.

## Títulos
- Campeonato Kosovar: 2002–03, 2017–18, 2019–20, 2024–25
- Kosovar Cup: 2000–01
- Kosovar Supercup: 2018